# Günther Krause (Admiral)
Günther Krause (* 25. Januar 1890 in Wilhelmshaven; † 1983) war ein deutscher Vizeadmiral der Kriegsmarine.

## Leben
Günther Krause trat am 1. April 1909 in die Kaiserliche Marine ein. Später war er bis August 1914 Adjutant der 2. Abteilung der II. Werftdivision. Bis März 1915 war er als sogenannter Funkenoffizier auf der Brandenburg und kam dann bis August 1915 zur Ausbildung an die U-Bootsschule. Am 2. Mai 1915 war er zum Oberleutnant zur See befördert worden. Als Wachoffizier diente er bis September 1916 auf U 44. Anschließend war er bis Kriegsende Kommandant von UB 41 (bis November 1917) und UB 83.
Nach dem Krieg wurde er in die Reichsmarine übernommen und hier am 21. Januar 1920 Kapitänleutnant. Am 1. April 1928 wurde er zum Korvettenkapitän befördert und war 1930 als Erster Offizier auf der Hessen. In der Reichsmarine wurde er noch am 1. April 1935 zum Kapitän zur See befördert.
Vom 7. Oktober 1935 bis 2. Mai 1937 war er Kommandant des Kadettenschulschiffs Schleswig-Holstein, mit welcher er von Mitte Oktober 1935 bis Ende April 1937 die erste Ausbildungsfahrt unternahm. Von Mai 1937 bis April 1943 war er Inspekteur der Inspektion der Marineartilleriezeugämter. 1939 wurde er in dieser Position Konteradmiral und am 1. Februar 1942 wurde er gemeinsam mit Heinrich Hanke und Ralf von der Marwitz zum Vizeadmiral befördert. Von Mai 1943 bis Februar 1945 war er Oberwerftdirektor der Kriegsmarinewerft Horten bis zu deren Herabstufung zum Arsenal. Er wurde am 30. Juni 1943 z.V. gestellt. Im September/Oktober 1943 vertrat er Konteradmiral Werner Stichling als Kommandant der Seeverteidigung Kirkenes. Am 18. März 1945 erhielt Krause das Deutsche Kreuz in Gold verliehen. Am 31. März 1945 wurde er aus der Kriegsmarine verabschiedet.